# 820 Адріана
820 Адріа́на (1916 ZB, 1934 NA1, 1934 PV, 1935 SE, 1975 YP, 820 Adriana) — астероїд головного поясу, відкритий 30 березня 1916 року.
Тіссеранів параметр щодо Юпітера — 3,204.